# Борена Аланская
Борена Аланская — дочь аланского царя, царица средневековой Грузии.

## Биография
Борена была дочерью аланского царя Урдуре и сестрой Дургулеля Великого.
Борена вышла замуж за царя Грузии Баграта IV (1027—1072). Дети:
- Георгий II (1054—1112) — царь Грузии (1072—1089);
- Марфа-Мария (1053—1118) — жена византийских императоров Михаила VII Дуки и Никифора III Вотаниата;
- (возможно) Мариам — жена византийского губернатора Понта Феодора[англ.] Гавраса (? — 1098).

## Литературное наследие
На обороте иконы в церкви Спаса в сванском селе Ленджери сохранилось написанное на грузинском языке от первого лица стихотворение, авторство которого в грузинской историографии уверенно приписывают Борене Аланской.